# Sydlig termitskvätta
Sydlig termitskvätta (Myrmecocichla formicivora) är en flocklevande fågel inom släktet termitskvättor i familjen flugsnappare (Muscicapidae). Den förekommer i gräs- och buskmarker i södra Afrika. Beståndet anses vara livskraftigt.

## Utseende
Sydlig termitskvätta är en 17–18 cm mörk trastliknande fågel. Den är mycket lik nordlig termitskvätta men är mörkt gråbrun till svartaktig med svag fjällning eller ljusare fjäderkanter. Hanen har också en vit skulderfläck som dock ofta är dold. Ungfågeln liknar den adulta, dock med ljusare fläckar.

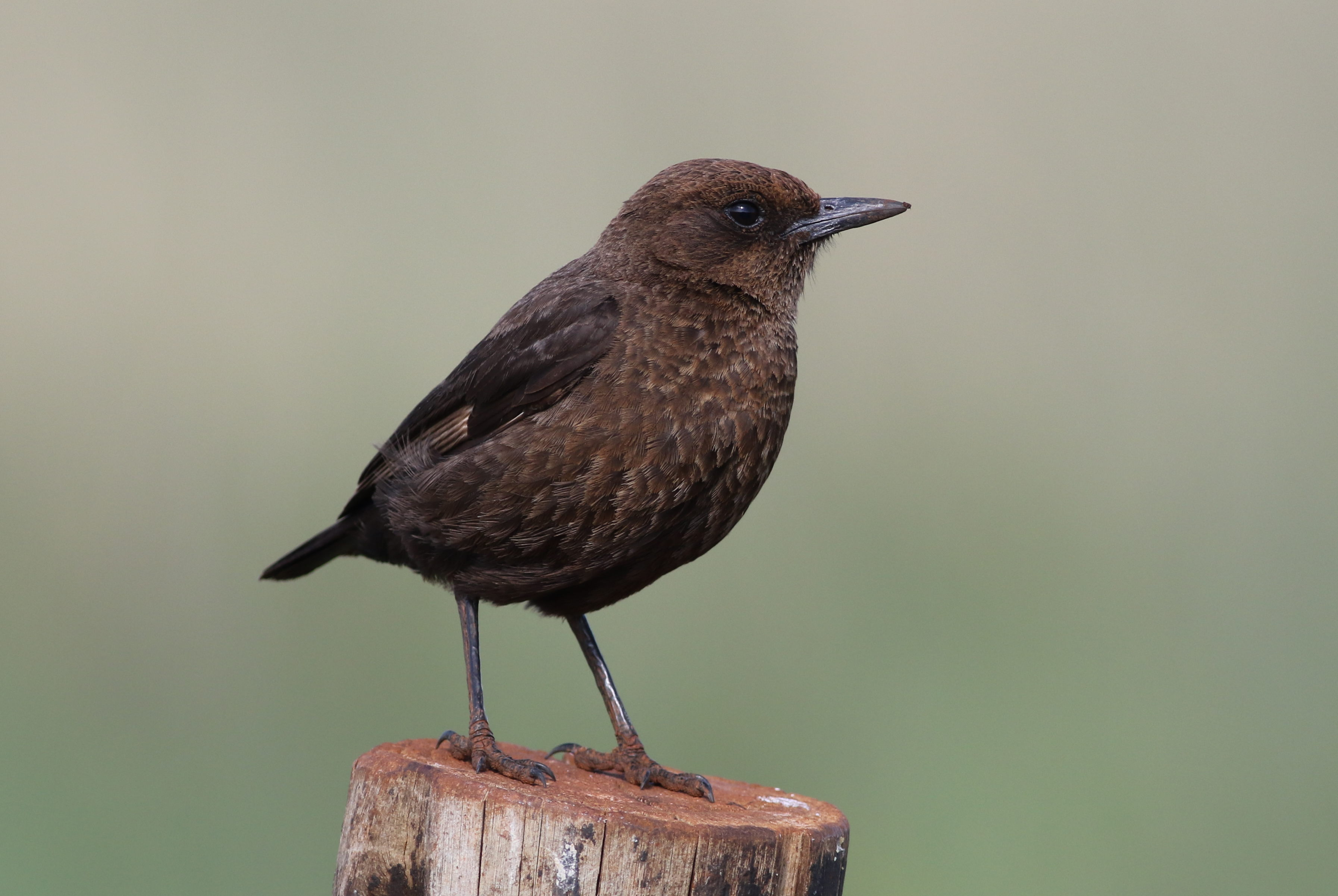

## Utbredning och systematik
Fågeln förekommer i södra Afrika från Namibia till Botswana och Sydafrika. Den behandlas som monotypisk, det vill säga att den inte delas in i några underarter.

### Familjetillhörighet
Termitskvättorna ansågs fram tills nyligen liksom bland andra buskskvättor, stentrastar, rödstjärtar vara små trastar. DNA-studier visar dock att de är marklevande flugsnappare (Muscicapidae) och förs därför numera till den familjen.

## Levnadssätt
Fågeln lever i subtropiska eller tropiska torra busklandskap eller subtropiska eller tropiska torra låglänta gräsmarker och häckar främst i gryt skapade av jordsvinet (Orycteropus afer). Födan består som namnet avslöjar mest av myror och termiter.

## Status
Arten har ett rätt stort utbredningsområde och beståndet anses stabilt. Internationella naturvårdsunionen IUCN listar den därför som livskraftig (LC).